# Jacques Philippe Fitz-James Stuart
Jacobo Felipe Fitz-James Stuart (Paris, 25 février 1773 - Madrid, 3 avril 1794) est un noble espagnol de la maison de Berwick. 

## Biographie
Héritier des titres de son père à sa mort le 7 septembre 1787, il est le 5e duc de Berwick et de Liria.
Le 24 janvier 1790 il s'est marié dans la paroisse de Saint-Sébastien de Madrid avec María Teresa de Silva-Fernández de Híjar et de Palafox.
Le couple a eu deux fils : 
1. Jacobo José Fitz-James Stuart et Silva, né le 3 janvier 1792 et mort enfant le 5 janvier 1795, 6e duc de Berwick et de Liria.
2. Carlos Miguel Fitz-James Stuart et Silva (Carlos Miguel), qui est né le 19 mai 1794 (posthume de son père) et est mort le 7 octobre 1835, 7e duc de Berwick et de Liria, 14e duc d'Albe : d'où la suite de la Maison de Fitz-James-Berwick, Albe et Liria[2].